# Petrus Venerabilis
Petrus Venerabilis ("Petrus den vördnadsvärde"), född 1092 eller 1094 i Auvergne, död 25 december 1156, var en fransk teolog.
Petrus Venerabilis var från 1122 abbot i klostret Cluny, vilket under hans ledning fick sin organisation slutgiltigt fastställd. Han var genom sin lärdom och sina personliga egenskaper en av sin tids mest betydande män.
Han genomdrev den första översättningen av Koranen till latin. Robert av Ketton var huvudöversättare.[källa behövs]